# Eumonocentrus sinuatus
Eumonocentrus sinuatus är en insektsart som beskrevs av Capener 1972. Eumonocentrus sinuatus ingår i släktet Eumonocentrus och familjen hornstritar. Inga underarter finns listade i Catalogue of Life.